# ウィリアム・ホーゲンソン
ウィリアム・ホーゲンソン (William P. Hogenson、1884年10月26日- 1965年10月14日)は、アメリカ合衆国の元陸上競技選手。短距離の選手として、1904年セントルイスオリンピックの60m、100m、200mに出場、いずれの種目でもメダルを獲得したが、いずれもアーチー・ハーンに敗れ、金メダル獲得はならなかった。